# الصرع الحساس للضوء
الصرع الحساس للضوء (بالإنجليزية: Photosensitive epilepsy)‏ هو شكل من أشكال الصرع تبدأ فيه النوبات من خلال المحفزات البصرية التي تشكل أنماطًا زمانية أو مكانية، مثل الأضواء الساطعة.
يؤثر هذا المرض على واحد من كل 4000 شخص (5٪ من المصابين بالصرع).

## العلامات والأعراض
يعاني الأشخاص المصابون بالصرع الحساس للضوء من نوبات صرع عند التعرض لمحفزات بصرية معينة. تختلف الطبيعة الدقيقة للمنبهات التي تؤدي إلى حدوث النوبات من مريض لآخر، كما تختلف طبيعة النوبات الناتجة وشدتها (تتراوح من نوبة صرعية مصحوبة بغيبة قصيرة إلى النوبات التوترية الرمعية الكاملة). يعاني العديد من المرضى من «هالة» أو يشعرون بأحاسيس غريبة قبل حدوث النوبة، وهذا يمكن أن يكون بمثابة تحذير للمريض للابتعاد عن المنبه.
يكون المحفز البصري للنوبة دوريًا بوجهٍ عام، ويشكل نمطًا منتظمًا في الزمان أو المكان. الأضواء الوامضة أو الصور المتغيرة بسرعة هي أمثلة على أنماط زمنية يمكن أن تؤدي إلى حدوث نوبات، وهذه هي المحفزات الأكثر شيوعًا. قد تؤدي الأنماط المكانية الثابتة مثل الخطوط والمربعات إلى حدوث نوبات أيضًا، حتى لو لم تتحرك.

### التلفزيون
التلفزيون كان هو المصدر الأكثر شيوعًا للنوبات في الصرع الحساس للضوء. مشاهدة التلفزيون في غرفة مظلمة يشكل خطورة حدوث هذه النوبات، أو من مسافة قريبة، أو عندما يكون التلفزيون غير مضبوط ويعرض صورة وميض سريع. أجهزة التلفزيون الرقمية الحديثة التي لا يمكن تعديلها بهذه الطريقة والتي تعمل على تحديث الصورة على الشاشة بسرعة عالية جدًا تمثل خطرًا أقل من أجهزة التلفزيون التناظرية القديمة.

### المصباح الفلوري
يمكن أن يؤدي المصباح الفلوري القديم إلى حدوث نوبات. تعمل المصابيح الفلورية المدمجة الحديثة عالية الكفاءة بكوابح كهربية بترددات أعلى بكثير (10-20 كيلوهرتز) لا يمكن إدراكها بالعين المجردة.

### فلاش الكاميرا
ووفقاً لموقع صحيفة ديلي ميل البريطانية، وجد الباحثون الكنديون أن بعض الذين يأخذون صورة شخصية سيلفى من المحتمل أن يكون لديهم استجابة للضوء لهذه الأنواع من الصور، وهذا يمكن أن يكون عاملا مساهما في حدوث نوبة صرع. أولئك الذين يعانون من الصرع الحساس للضوء يمكن أن يصابوا بنوبة صرع بسبب الفلاش المشرق، وتدعى هذه الظاهرة بـ «سيلفي الصرع».

## التشخيص
يمكن إجراء التشخيص من خلال ملاحظة العلاقة بين التعرض لمحفزات بصرية محددة وحدوث النوبات. يمكن إجراء تشخيص أكثر دقة من خلال الجمع بين تخطيط كهربية الدماغ وجهاز ينتج التحفيز الضوئي المتقطع. ينتج جهاز التحفيز الضوئي المتقطع أنواعًا معينة من المحفزات التي يمكن التحكم فيها وتعديلها بدقة. يقوم طبيب الاختبار بتعديل الجهاز ويبحث عن الشذوذ المميز في مخطط كهربية الدماغ، مثل الاستجابة الضوئية التي تنذر ببدء نشاط النوبة.

## العلاج
لا يوجد علاج متاح حالياً، على الرغم من أن حساسية بعض الناس قد تقل بمرور الوقت. العلاج الطبي متاح لتقليل الحساسية للضوء، تُستخدم فالبروات الصوديوم بشكل شائع. يمكن للمرضى أيضًا أن يتعلموا تجنب المواقف التي قد يتعرضون فيها للمثيرات التي تؤدي إلى حدوث نوبات.